# Métropole de Lyon
Métropole de Lyon (též Grand Lyon, tj. Velký Lyon) je francouzská administrativní jednotka typu métropole v regionu Auvergne-Rhône-Alpes.
Tento územní celek vznikl k 1. lednu 2015 a na území města a přilehlých obcí přebírá funkce departementu.

## Charakteristika
Métropole města Lyon nemá status běžného meziměstského společenství, ale je tzv. collectivité territoriale s volenou radou. V métropoli žije zhruba 1,3 miliónu obyvatel na 534 km2 v 59 obcích.

## Historie
Métropole de Lyon byla vytvořena 1. 1. 2015.

## Seznam obcí
| - Albigny-sur-Saône - Bron - Cailloux-sur-Fontaines - Caluire-et-Cuire - Champagne-au-Mont-d'Or - Charbonnières-les-Bains - Charly - Chassieu - Collonges-au-Mont-d'Or - Corbas - Couzon-au-Mont-d'Or - Craponne - Curis-au-Mont-d'Or - Dardilly - Décines-Charpieu - Écully - Feyzin - Fleurieu-sur-Saône - Fontaines-Saint-Martin - Fontaines-sur-Saône | - Francheville - Genay - Givors - Grigny - Irigny - Jonage - Limonest - Lissieu - Lyon - Marcy-l'Étoile - Meyzieu - Mions - Montanay - La Mulatière - Neuville-sur-Saône - Oullins - Pierre-Bénite - Poleymieux-au-Mont-d'Or - Quincieux - Rillieux-la-Pape | - Rochetaillée-sur-Saône - Saint-Cyr-au-Mont-d'Or - Saint-Didier-au-Mont-d'Or - Sainte-Foy-lès-Lyon - Saint-Fons - Saint-Genis-Laval - Saint-Genis-les-Ollières - Saint-Germain-au-Mont-d'Or - Saint-Priest - Saint-Romain-au-Mont-d'Or - Sathonay-Camp - Sathonay-Village - Solaize - Tassin-la-Demi-Lune - La Tour-de-Salvagny - Vaulx-en-Velin - Vénissieux - Vernaison - Villeurbanne |